# Liṅga Purāṇa
Il Liṅga Purāṇa (devanagari लिङ्ग पुराण; adattato in Linga Purana) è uno dei più importanti tra i diciotto Purāṇa maggiori, testi religiosi hindū. Il testo contiene la descrizione dell'origine dell'universo, del linga, e della comparsa di Brahmā, Visnù e di tutti i Veda dal linga stesso. In questo Purāṇa, Shiva afferma direttamente l'importanza del culto dei linga e dei rituali corretti da eseguire nella pūjā del linga.

## Suddivisione e contenuti

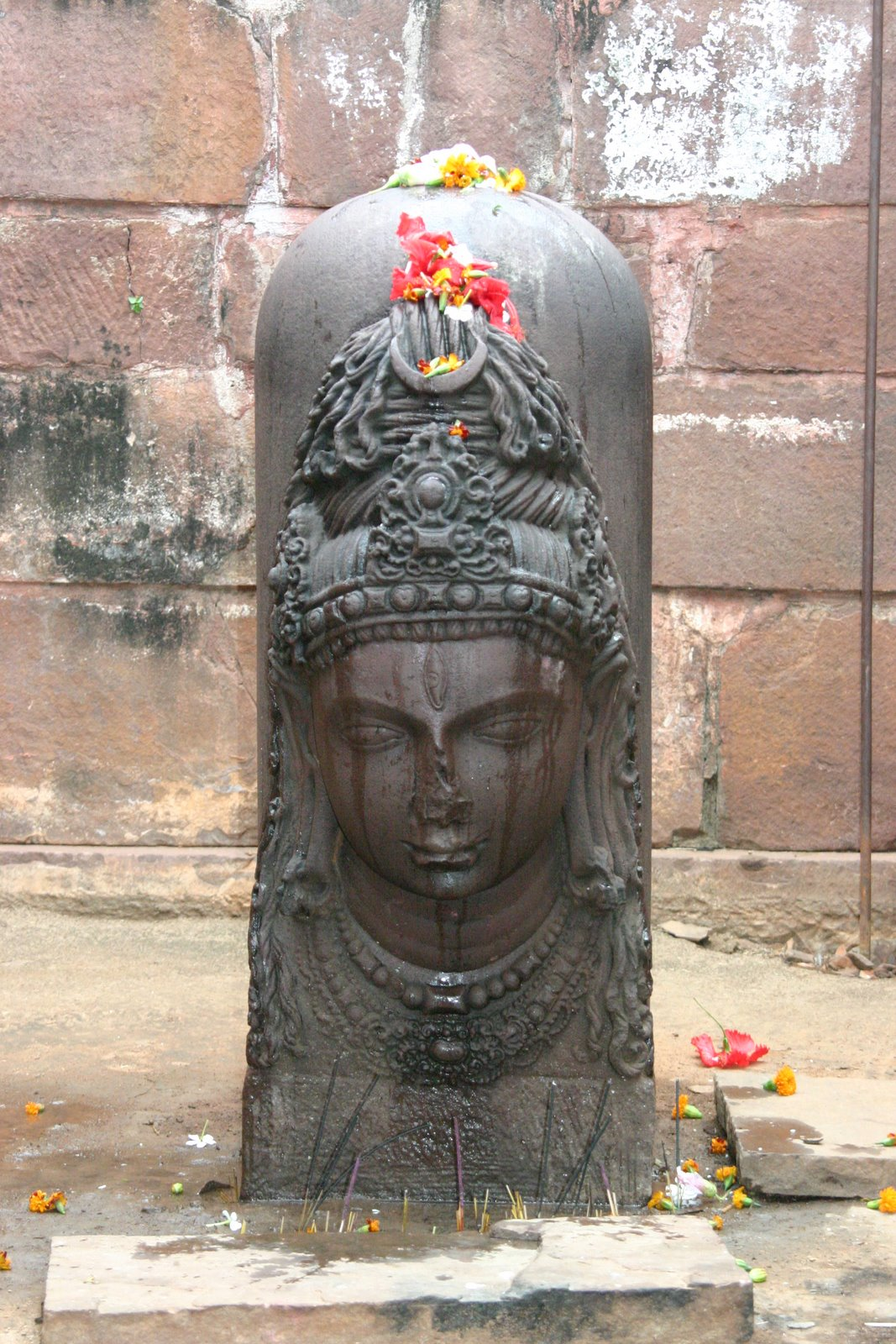
Mukhaliṅga risalente all'epoca Gupta, Bhumara, Madhya Pradesh. Il mukhaliṅga è un liṅga con la figura di Shiva in bassorilievo.

Il testo è suddiviso in cinque parti fondamentali che trattano di argomenti distinti:
- Prima parte: viene descritta l'origine del linga e illustrata in dettaglio la relativa cerimonia di adorazione. Vi sono inoltre sezioni che illustrano la creazione del cosmo, l'immolazione di Kama, il matrimonio di Shiva, la descrizione di Sūrya, Soma e degli avatāra di Vishnu: Varāha e Narshimha.
- Seconda parte: viene descritta l'importanza della figura di Vishnu e l'emergere di Brahma quale creatore del cosmo. Vi sono poi altri racconti comprendenti le descrizioni dei vari aspetti di Shiva.
- Terza parte: contiene la descrizione delle sette isole, del Monte Meru e altre importanti montagne. Vi è anche una descrizione di Brahmā che assegna l'attributo divino a diverse divinità, tra cui lo splendore di Surya.
- Quarta parte: vi sono alcune narrazioni, tra cui quella di Dhruva quale supremo devoto; sull'origine di diverse divinità; sui dettagli delle dinastie Aaditya e Yadu; sull'ascesa di Andhak alla posizione di signore dei Gana; l'annientamento del demone Jalandhar; l'origine di Ganesha.
- Quinta parte: comprende la storia di Upamanyu, il significato di alcuni mantra, l'importanza del guru. Vengono infine descritti i diversi tipi di yoga e la procedura per l'installazione del linga.